# تيموثي في مرفي
تيموثي في مرفي (بالإنجليزية: Timothy V. Murphy)‏ هو ممثل أيرلندي، ولد في 5 أبريل 1960 في جمهورية أيرلندا.

## أعمال

### أفلام
- (2004) الرجل العظمي
- (2013) نظرية فرانكنشتاين

### مسلسلات
- 24
- إيلياس
- عقول إجرامية
- هاواي فايف أو

## وصلات خارجية
- تيموثي في مرفي على موقع IMDb (الإنجليزية)
- تيموثي في مرفي على موقع ألو سيني (الفرنسية)
- تيموثي في مرفي على موقع أول موفي (الإنجليزية)
- تيموثي في مرفي على موقع قاعدة بيانات الأفلام السويدية (السويدية)
- تيموثي في مرفي على موقع قاعدة بيانات الفيلم (الإنجليزية)
- تيموثي في مرفي على موقع كينوبويسك (الروسية)